# Mészáros Károly (labdarúgó)
Mészáros Károly (Szentes, 1929. október 20. – 2013. december 3.) labdarúgó, kapus.

## Pályafutása
1950-1953 között Kecskeméten volt katona. 1952-től Szegeden szolgált. 1953 és 1954 között a Szegedi Honvéd labdarúgója volt. Az élvonalban 1953- szeptember 20-án mutatkozott be a Dorog ellen, ahol csapata 1–0-s győzelmet aratott. 1956 és 1962 között a Szegedi EAC csapatában szerepelt. Az élvonalban összesen 148 mérkőzésen védett. 1989-ben nyugdíjba vonult.
Edzői voltak, többek közt: dr. Kalocsay Géza, Lakat Károly és Szűcs György.